# Venusia expressa
Venusia expressa är en fjärilsart som beskrevs av Inoue 1963. Venusia expressa ingår i släktet Venusia och familjen mätare. Inga underarter finns listade i Catalogue of Life.